# Rubens (vonat)
A Rubens  egy nemzetközi vonat volt, mely 1974. szeptember 29-én indult és 1995. január 23-ig közlekedett Paris Gare du Nord és Bruxelles-Midi között. A járatot az SNCB/NMBS és az SNCF üzemeltette. Amikor a két város között elindult a nagysebességű vasúti szolgáltatás, a hagyományos pályán közlekedő vonat megszűnt. Nevét Peter Paul Rubens flamand festőművészről kapta.

## Története

### Trans Europ Express
A Rubens járatot a TEE Memlinggel együtt indították el és illesztették a TEE-hálózatba, hogy megbirkózzanak a Párizs és Brüsszel közötti növekvő utasszámmal. Mindkét járat korán reggel indult, a Rubens reggel 6:42-kor indult Brüsszelből, míg a Memling 6:45-kor indult a párizsi Gare du Nord-ból. A visszatérési járatot mindkét irányban a napi hat TEE ötödik részének ütemezték, indulásuk 18:45 körül volt.
Menetrend
| TEE 78 | Ország        | Állomás            | km  | TEE 87 |
| ------ | ------------- | ------------------ | --- | ------ |
| 06:42  | Belgium       | Brussel Zuid       | 0   | 21:05  |
| 09:02  | Franciaország | Paris Gare du Nord | 310 | 18:45  |

### EuroCity
1987-ben a Rubens-t a többi Párizs-Brüsszel TEE szolgáltatáshoz hasonlóan beépítették az új EuroCity hálózatba. 1993. május 23-án az EuroCity szolgáltatásokat Párizs és Brüsszel között ismét TEE kategóriába sorolták. Az LGV Nord 1995. január 23-i megnyitása után a Rubens járat megszűnt.